# Carl Wallauer
Carl Wallauer, gelegentlich auch in der Schreibweise Karl Wallauer, (* 27. Juni 1874 in Diez, Deutsches Reich; † 29. Oktober 1937 in Breslau, ebenda) war ein deutscher Schauspieler, Theaterregisseur und von 1927 bis 1932 vorletzter Präsident der Genossenschaft Deutscher Bühnen-Angehöriger der Vor-Hitler-Zeit.

## Leben und Wirken

### Am Theater und beim Film
Der von der Lahn stammende Wallauer besuchte in Wiesbaden das Gymnasium und folgte dem Wunsch des Vaters, eine Banklehre zu absolvieren. Anschließend war er in Wiesbaden als Bankangestellter mehrere Jahre lang tätig. Die freie Zeit nutzte er dazu, in derselben Stadt Schauspielunterricht zu nehmen, um schließlich ans Theater zu gehen. Seinen Einstand gab Wallauer im Fach des Charakterkomikers 1899 am Stadttheater von Colmar im damals noch deutschen Elsass. Es folgten Verpflichtungen an das Residenz-Theater in Hannover sowie an das Stadttheater von Breslau, wo er elf Jahre bleiben sollte. In der schlesischen Hauptstadt sah man Wallauer sowohl im Schauspiel als auch in der Operette. Von 1912 bis 1915 holte man Wallauer schließlich an die Vereinigten Theater nach Köln. Dort durfte er erstmals auch als Regisseur arbeiten.
1915 wurde Carl Wallauer einberufen, kehrte aber bereits im Herbst 1916 in das Zivilleben zurück und wurde Ensemblemitglied des Deutschen Theaters unter der Leitung Max Reinhardts. Doch nach nur gut einem Jahr verließ er diese angesehene Spielstätte und ließ sich an das Lessing- und das Deutsche Künstler-Theater der Reichshauptstadt verpflichten. Hier blieb Wallauer bis 1922. Danach nahm er kein Festengagement an und trat nur noch gastweise auf, so etwa 1923 an der Seite von Trude Lieske in der Operette Liebesstreik. In jenen Jahren, von 1918 bis 1928, wirkte Wallauer mit Nebenrollen auch in mehreren künstlerisch gänzlich unbedeutenden Stummfilmen mit.

### Gewerkschaftliche Arbeit und erzwungener Rückzug
Wallauer engagierte sich neben seiner künstlerischen Tätigkeit auch gewerkschaftlich stark für die sozialen Belange deutscher Theaterschaffender. Ab 1914 wirkte er unter Gustav Rickelts Führung in der Genossenschaft Deutscher Bühnen-Angehöriger und wurde, als Rickelts Nachfolger, 1927 dessen Präsident. Infolge der Machtergreifung durch die Nationalsozialisten in Deutschland, die die Genossenschaft de facto auflösten und aus ihr die Reichstheaterkammer formten, kehrte Wallauer 1933 seiner Heimat den Rücken zu und ließ sich vorübergehend in Aurach bei Kitzbühel (Tirol) nieder. Später kehrte Wallauer in die Stadt seiner größten Erfolge, nach Breslau, zurück, wo er auch verstarb.

## Filmografie
- 1918: Die Prinzessin von Montecuculi
- 1918: Opfer der Gesellschaft
- 1919: Das Hexenlied
- 1920: Die sieben Todsünden
- 1923: Frühlingsfluten
- 1924: Der kleine Herzog
- 1926: Harry Hill auf Welle 1000
- 1926: Gern hab’ ich die Frauen geküßt
- 1926: In der Heimat, da gibt’s ein Wiedersehn!
- 1928: Gaunerliebchen